# 高賀茂諸雄
高賀茂 諸雄（たかかも の もろお）は、奈良時代の貴族。名は諸魚とも記される。氏姓は賀茂朝臣のち高賀茂朝臣。官位は正五位下・三河守。

## 経歴
近衛将監を経て、天平神護元年（765年）正六位下から二階昇進して従五位下に叙爵。兄弟の円興が道鏡政権の一翼を担う中で、神護景雲2年（768年）従五位上、神護景雲4年（770年）正五位下と、称徳朝にて順調に昇進する一方、員外少納言などを務めた。またこの間の神護景雲2年（768年）には高賀茂朝臣に改姓している。
光仁朝の後半は神祇大副・兵部大輔と京官を務める。桓武朝に入ると天応2年（782年）尾張守と地方官に転じ、延暦5年（786年）中宮亮として京官に復すが、延暦8年（789年）三河守と再び地方官に転じた。なお、光仁朝から桓武朝にかけてほぼ20年の長きに亘って昇進は叶わず、位階は正五位下のまま留まっている。

## 官歴
『続日本紀』による。
- 時期不詳：正六位下、近衛将監
- 天平神護元年（765年） 閏10月7日：従五位下
- 天平神護2年（766年） 3月26日：兼伊勢員外介
- 神護景雲2年（768年） 10月20日：従五位上。11月26日：高賀茂朝臣に改姓
- 神護景雲3年（769年） 11月28日：員外少納言
- 神護景雲4年（770年） 7月20日：正五位下
- 宝亀2年（771年） 7月23日：員外少納言
- 宝亀8年（777年） 10月13日：神祇大副
- 宝亀9年（778年） 2月23日：兵部大輔
- 天応2年（782年） 6月20日：尾張守
- 延暦5年（786年） 10月8日：中宮亮
- 延暦8年（789年） 2月4日：三河守

## 系譜
- 父：賀茂虫麻呂[1]
- 母：不詳
- 生母不明の子女
  - 男子：賀茂人麻呂[1]。